# Rubislite
Rubislite é um silicato hidratado de alumínio, ferro, magnésio e potássio. Possui estrutura hexagonal e cor rosa forte. Apresenta índice de 7,5 a 8 na escala de dureza de mohs (que varia de 1 a 10).
É considerada a pedra-símbolo da Contabilidade, devido a sua cor rosa se assemelhar à cor vermelha da pedra-símbolo dos advogados, o rubi. Isto se deve à forte ligação histórica entre o Direito e a contabilidade.